# Harald Lemke
Harald Lemke (i riksdagen kallad Lemke i Malmö), född 28 maj 1855 i Stavnäs socken, Värmlands län, död 18 januari 1917 i Malmö Sankt Petri församling, var en svensk väg- och vattenbyggnadsingenjör och politiker (lantmanna- och borgarpartiet). Han var son till Johan Henrik Lemke.

## Biografi
Efter studentexamen 1873 utexaminerades Lemke från Teknologiska institutet 1876, från fyraårig kurs vid Kungliga Tekniska högskolan 1881 och från militär kurs för inträde i Väg- och vattenbyggnadskåren 1886. I nämnda kår blev han löjtnant 1886, major 1902 samt överstelöjtnant 1916.
Lemke blev elev vid statens järnvägsbyggnader 1876 och var nivellör 1878–1881. Han blev vid Statens Järnvägar bokhållare 1881, överbanmästare 1883, baningenjör 1886, tillförordnad bandirektör 1896 och distriktschef i andra distriktet (Malmö) 1902. Han var stadsingenjör i Östersunds stad 1883–1884 och uppgjorde där förslag till brobyggnad mellan staden och Frösön 1883 samt flera byggnadsritningar. Särskilt som föredragande i Järnvägsstyrelsen i bantekniska frågor inlade han stor förtjänst om statsbanornas utveckling. Han var medarbetare på det järnvägstekniska området i Nordisk familjeboks andra upplaga.
Som politiker var Lemke ledamot av Malmö stadsfullmäktige 1905–1916 och av hamndirektionen samma tid.  Han var åren 1912–1915 ledamot av riksdagens andra kammare, invald i Malmö stads valkrets.